# Untouchable (Tony Effe)
Untouchable è il primo album in studio del rapper italiano Tony Effe, pubblicato il 4 giugno 2021 dalla 777 e Virgin.

## Tracce
1. Tony Montana (feat. Gucci Mane) – 3:27 (Nicolò Rapisarda, Radric Delantic Davis, Diego Vincenzo Vettraino)
2. Colpevole – 2:35 (Nicolò Rapisarda, Luca Antonio Barker)
3. Escort Lover (feat. Guè) – 3:00 (Nicolò Rapisarda, Cosimo Fini, Luca Antonio Barker)
4. È trap – 2:30 (Nicolò Rapisarda, Diego Vincenzo Vettraino)
5. Ke lo ke (feat. Lazza, Gazo) – 2:22 (Nicolò Rapisarda, Jacopo Lazzarini, Ibrahima Diakité, Diego Vincenzo Vettraino)
6. Piazza – 2:36 (Nicolò Rapisarda, Luca Antonio Barker)
7. Romolo e Remo (feat. Pyrex) – 2:53 (Nicolò Rapisarda, Dylan Thomas Cerulli, Diego Vincenzo Vettraino)
8. Lacrime (feat. Tedua) – 3:02 (Nicolò Rapisarda, Mario Molinari, Diego Vincenzo Vettraino)
9. Effe – 2:31 (Nicolò Rapisarda, Diego Vincenzo Vettraino, Luca Antonio Barker)
10. Skyline (feat. Wayne Santana) – 2:28 (Nicolò Rapisarda, Umberto Violo, Diego Vincenzo Vettraino, Luca Cioccia)
11. Oh cazzo – 1:41 (Nicolò Rapisarda, Diego Vincenzo Vettraino, Luca Antonio Barker)
12. Luce a Roma (feat. Side Baby) – 2:53 (Nicolò Rapisarda, Arturo Bruni, Luca Antonio Barker)
13. Diverso – 2:47 (Nicolò Rapisarda, Diego Vincenzo Vettraino)

Tracce bonus della riedizione digitale
1. Mi piace (feat. Sfera Ebbasta) – 2:38 (Nicolò Rapisarda, Gionata Boschetti, Diego Vincenzo Vettraino, Dargen D'Amico)
2. Colpevole RMX (feat. Geolier) – 2:37 (Nicolò Rapisarda, Emanuele Palumbo, Luca Antonio Barker, Valerio Bulla)
3. Balaclava (feat. Capo Plaza) – 3:06 (Nicolò Rapisarda, Luca D'Orso, Diego Vincenzo Vettraino, Francesco Avallone, Luca Antonio Barker)

## Classifiche

### Classifiche settimanali
| Classifica (2021) | Posizione massima |
| ----------------- | ----------------- |
| Italia            | 1                 |
| Svizzera          | 19                |

### Classifiche di fine anno
| Classifica (2021) | Posizione |
| ----------------- | --------- |
| Italia            | 25        |
| Classifica (2022) | Posizione |
| Italia            | 87        |